# Гребенюк, Анатолий Владимирович
Анато́лий Влади́мирович Гребеню́к (род. 18 октября 1955, Мизоч) — российский военачальник, генерал армии (12.06.2006).

## До военной службы
После окончания средней школы поступил в Украинский институт инженеров водного хозяйства в Ровно, который окончил в 1977 году. В 1977—1981 годах работал мастером на Ровенской атомной электростанции.

## Военная служба в ВС СССР
В 1981 году призван на службу из запаса в Советскую Армию в звании лейтенанта. С 1981 года служил в строительных частях Среднеазиатского военного округа на строительстве объектов РВСН в районе г. Балхаш в Казахской ССР. Занимал должности производителя работ, начальника строительно-монтажного участка, главного инженера — заместителя начальника управления инженерных работ. Три воинских звания присвоены досрочно.
С 1986 года служил в Закавказском военном округе в должности начальника управления инженерных работ Главного управления специального строительства Министерства обороны СССР (ГУСС МО СССР). Руководил строительством станции раннего предупреждения ПРО в Габале (Габалинская РЛС).
Активный участник ликвидации последствий землетрясения в Армении 1988 года и восстановительно-строительных работ в зоне землетрясения.

## Военная служба в ВС России
С 1991 года — заместитель командующего войсками Приволжско-Уральского военного округа по строительству и расквартированию. С июля 1992 года — заместитель командующего войсками Приволжского военного округа по строительству и расквартированию. С 1994 года — начальник Главного управления специального строительства (ГУСС) Министерства обороны Российской Федерации. Генерал-лейтенант (5.05.1995).
Окончил Высшие академические курсы при Военной академии Генерального Штаба Вооружённых сил Российской Федерации в 1998 году.
С августа 2000 года — заместитель начальника строительства и расквартирования войск Министерства обороны Российской Федерации. Курировал вопросы строительства военных объектов на территории Чеченской Республики, только в 2001 году провел в командировках в Чеченской Республике свыше 8 месяцев. С марта 2003 года — начальник строительства и расквартирования войск — заместитель Министра обороны Российской Федерации. С апреля 2004 года — начальник Службы расквартирования и обустройства Министерства обороны Российской Федерации. Воинское звание генерал армии присвоено указом Президента Российской Федерации В. В. Путина от 12 июня 2006 года.
Участник боевых действий на Северном Кавказе — руководил созданием в Чеченской Республике в 2000 году группировки военных строителей в составе трёх военно-строительных управлений и шести военно-строительных батальонов. Ими была в короткий срок построена вся необходимая материальная база для размещения 42-й гвардейской мотострелковой дивизии и Итум-Калинского пограничного отряда. В 2001 году провёл в Чечне 260 дней.
В ноябре 2007 года освобождён от должности и уволен в запас в возрасте 52 лет (единственный подобный случай в истории Российской Федерации).

## В отставке
С января 2009 по 20210 год — старший вице-президент госкорпорации Олимпстрой.
С 2011 года по октябрь 2014 года — первый заместитель генерального директора ЗАО «СУ-155» по регионам.
С октября 2014 года — первый заместитель руководителя рабочей группы по координации строительства объектов космодрома «Восточный» — помощник Министра строительства Российской Федерации.
С 2015 года — директор ФГАУ ВППКиО ВС РФ «Патриот».
С 2016 года — генеральный директор ООО «ПЕРВЫЙ ДОМ».
Также является главным инспектором в Управлении генеральных инспекторов Министерства обороны России.

## Награды и почётные звания
- Орден «За военные заслуги»,
- медали,
- Заслуженный строитель Российской Федерации (1997),
- Заслуженный строитель Азербайджанской ССР,
- доктор технических наук,
- кандидат экономических наук.

## Сочинения
- Гребенюк А. В. Служба расквартирования и обустройства Министерства обороны РФ: история и современность. // Военно-исторический журнал. — 2005. — № 10. — С.28-32.